# Coppa del Mondo di sprint (combinata nordica)
La Coppa del Mondo di sprint di combinata nordica è stato un trofeo assegnato annualmente dalla Federazione Internazionale Sci dalla stagione 2001 alla stagione 2008.
La classifica veniva stilata tenendo conto solo dei risultati delle gare sprint disputate nel circuito della Coppa del Mondo di combinata nordica; alla fine della stagione lo sciatore con il punteggio complessivo più alto vinceva la Coppa del Mondo di specialità. Il trofeo consegnato ai vincitori era una sfera di cristallo, che rappresentava il mondo, su un piedistallo; aveva la stessa forma, ma con dimensioni più piccole, del trofeo spettante ai vincitori della Coppa del Mondo di combinata nordica.
Le gare sprint, che prevedevano un salto seguito da 7,5 km di sci di fondo con l'ordine di partenza stabilito dai risultati del salto, furono eliminate dal calendario della Coppa del Mondo a partire dalla stagione 2009, e con esse la relativa classifica di specialità.

## Risultati
Risultati stagionali:
| Stagione | Vincitore                      | Secondo                        | Terzo                        |
| -------- | ------------------------------ | ------------------------------ | ---------------------------- |
| 2001     | Felix Gottwald ( Austria)      | Ronny Ackermann ( Germania)    | Kristian Hammer ( Norvegia)  |
| 2002     | Ronny Ackermann ( Germania)    | Samppa Lajunen ( Finlandia)    | Felix Gottwald ( Austria)    |
| 2003     | Ronny Ackermann ( Germania)    | Felix Gottwald ( Austria)      | Björn Kircheisen ( Germania) |
| 2004     | Hannu Manninen ( Finlandia)    | Samppa Lajunen ( Finlandia)    | Ronny Ackermann ( Germania)  |
| 2005     | Hannu Manninen ( Finlandia)    | Ronny Ackermann ( Germania)    | Todd Lodwick ( Stati Uniti)  |
| 2006     | Hannu Manninen ( Finlandia)    | Magnus Moan ( Norvegia)        | Björn Kircheisen ( Germania) |
| 2007     | Jason Lamy-Chappuis ( Francia) | Magnus Moan ( Norvegia)        | Felix Gottwald ( Austria)    |
| 2008     | Ronny Ackermann ( Germania)    | Jason Lamy-Chappuis ( Francia) | Bernhard Gruber ( Austria)   |